# Spavinaw
La ville américaine de Spavinaw est située dans le comté de Mayes, dans l’État d’Oklahoma, aux États-Unis. Lors du recensement de 2000, elle comptait 563 habitants.

## Personnalités liées à la ville
Le joueur de baseball Mickey Mantle est né à Spavinaw en 1931.